# العلاقات الغواتيمالية الموزمبيقية
العلاقات الغواتيمالية الموزمبيقية هي العلاقات الثنائية التي تجمع بين غواتيمالا وموزمبيق.

## مقارنة بين البلدين
هذه مقارنة عامة ومرجعية للدولتين:
| وجه المقارنة                                              | غواتيمالا       | موزمبيق          |
| --------------------------------------------------------- | --------------- | ---------------- |
| المساحة (كم2)                                             | 108.89 ألف      | 801.59 ألف       |
| عدد السكان (نسمة)                                         | 17.26 مليون     | 29.67 مليون      |
| الكثافة السكانية (ن./كم²)                                 | 158.51          | 37.01            |
| العاصمة                                                   | غواتيمالا       | مابوتو           |
| اللغة الرسمية                                             | اللغة الإسبانية | اللغة البرتغالية |
| العملة                                                    | كتزال غواتيمالي | متكال موزمبيقي   |
| الناتج المحلي الإجمالي (بليون دولار)                      | 75.62 مليار     | 12.33 مليار      |
| الناتج المحلي الإجمالي (تعادل القوة الشرائية) بليون دولار | 126.21 مليار    | 33.35 مليار      |
| الناتج المحلي الإجمالي الاسمي للفرد دولار أمريكي          | 3.90 ألف        | 529              |
| الناتج المحلي الإجمالي للفرد دولار أمريكي                 | 7.45 ألف        | 1.13 ألف         |
| مؤشر التنمية البشرية                                      | 0.627           | 0.416            |
| رمز المكالمات الدولي                                      | +502            | +258             |
| رمز الإنترنت                                              | .gt             | .mz              |
| المنطقة الزمنية                                           | 00              | ت ع م+02:00      |

## منظمات دولية مشتركة
يشترك البلدان في عضوية مجموعة من المنظمات الدولية، منها:
| علم المنظمة | اسم المنظمة                               | تاريخ انضمام غواتيمالا | تاريخ انضمام موزمبيق |
| ----------- | ----------------------------------------- | ---------------------- | -------------------- |
|             | الاتحاد البريدي العالمي                   | ?                      | ?                    |
|             | مؤسسة التنمية الدولية                     | 27 أبريل 1961          | 24 سبتمبر 1984       |
|             | منظمة حظر الأسلحة الكيميائية              | ?                      | ?                    |
|             | منظمة التجارة العالمية                    | ?                      | ?                    |
|             | الأمم المتحدة                             | 21 نوفمبر 1945         | 16 سبتمبر 1975       |
|             | وكالة ضمان الاستثمار متعدد الأطراف        | 11 يوليو 1996          | 23 نوفمبر 1994       |
|             | منظمة الشرطة الجنائية الدولية             | ?                      | ?                    |
|             | مؤسسة التمويل الدولية                     | 20 يوليو 1956          | 24 سبتمبر 1984       |
|             | المنظمة الهيدروغرافية الدولية             | ?                      | ?                    |
|             | الاتحاد الدولي للاتصالات                  | 10 يوليو 1914          | 4 نوفمبر 1975        |
|             | البنك الدولي للإنشاء والتعمير             | 28 ديسمبر 1945         | 24 سبتمبر 1984       |
|             | المركز الدولي لتسوية المنازعات الاستشارية | 20 فبراير 2003         | 7 يوليو 1995         |
|             | يونسكو                                    | 2 يناير 1950           | 11 أكتوبر 1976       |

## وصلات خارجية
- موقع وزارة الخارجية الغواتيمالية
- موقع وزارة الخارجية الموزمبيقية